# Småföretagens riksorganisation
Småföretagens riksorganisation var en svensk näringslivsorganisation.
1905 bildades Sveriges hantverksorganisation (SHO). 1941 slogs SHO ihop med Småindustrins centralförbund och bildade Sveriges hantverks- och småindustriorganisation (SHSO). 1963 byttes namnet till Sveriges hantverks- och industriorganisation (SHIO). 1978 gick SHIO samman med Familjeföretagens förening och kallade därefter Sveriges hantverks- och industriorganisation-Familjeföretagen (SHIO-Familjeföretagen). 1987 byttes namnet till Småföretagens riksorganisation.
1990 slogs organisationen ihop med Företagarförbundet och bildade Företagarnas riksorganisation (nuvarande Företagarna).